# Citangkil (plaats)
Citangkil is een bestuurslaag in het regentschap Cilegon van de provincie Banten, Indonesië. Citangkil telt 16.544 inwoners (volkstelling 2010).